# Cordia resinosa
Cordia resinosa är en strävbladig växtart som beskrevs av J. Estrada Sánchez. Cordia resinosa ingår i släktet Cordia, och familjen strävbladiga växter. Inga underarter finns listade i Catalogue of Life.